# Плезант Вали (Аљаска)
Плезант Вали (енгл. Pleasant Valley) насељено је место без административног статуса у америчкој савезној држави Аљаска.

## Демографија
По попису из 2010. године број становника је 725, што је 102 (16,4%) становника више него 2000. године.
| Група             | 2000.       | 2010.       |
| Белци             | 536 (86,0%) | 642 (88,6%) |
| Афроамериканци    | 0 (0,0%)    | 4 (0,6%)    |
| Азијати           | 13 (2,1%)   | 4 (0,6%)    |
| Хиспаноамериканци | 16 (2,6%)   | 12 (1,7%)   |
| Укупно            | 623         | 725         |